# Avant Adam
Avant Adam (Before Adam) est un roman d'aventures de Jack London, d'abord publié sous forme de feuilleton en 1906 et 1907 dans le Everybody's Magazine, puis repris en volume chez Macmillan en 1907.